# Split Personality
Split Personality è il primo album in studio del rapper statunitense Cassidy, pubblicato nel 2004.

## Tracce
1. My Interpretation
2. Hotel (feat. R. Kelly)
3. Lipstick (feat. Jazze Pha)
4. Get No Better (feat. Mashonda)
5. Make U Scream (feat. Snoop Dogg)
6. Tha Problem (skit)
7. Tha Problem
8. Pop That Cannon (feat. Styles P)
9. Blood Pressure
10. Can I Talk to You (feat. Jadakiss)
11. Real Talk (skit)
12. Real Talk
13. Husslin'
14. I'm Hungry
15. Around the World
16. Hotel (Vacation Remix) (R. Kelly & Trina)